# NGC 5823

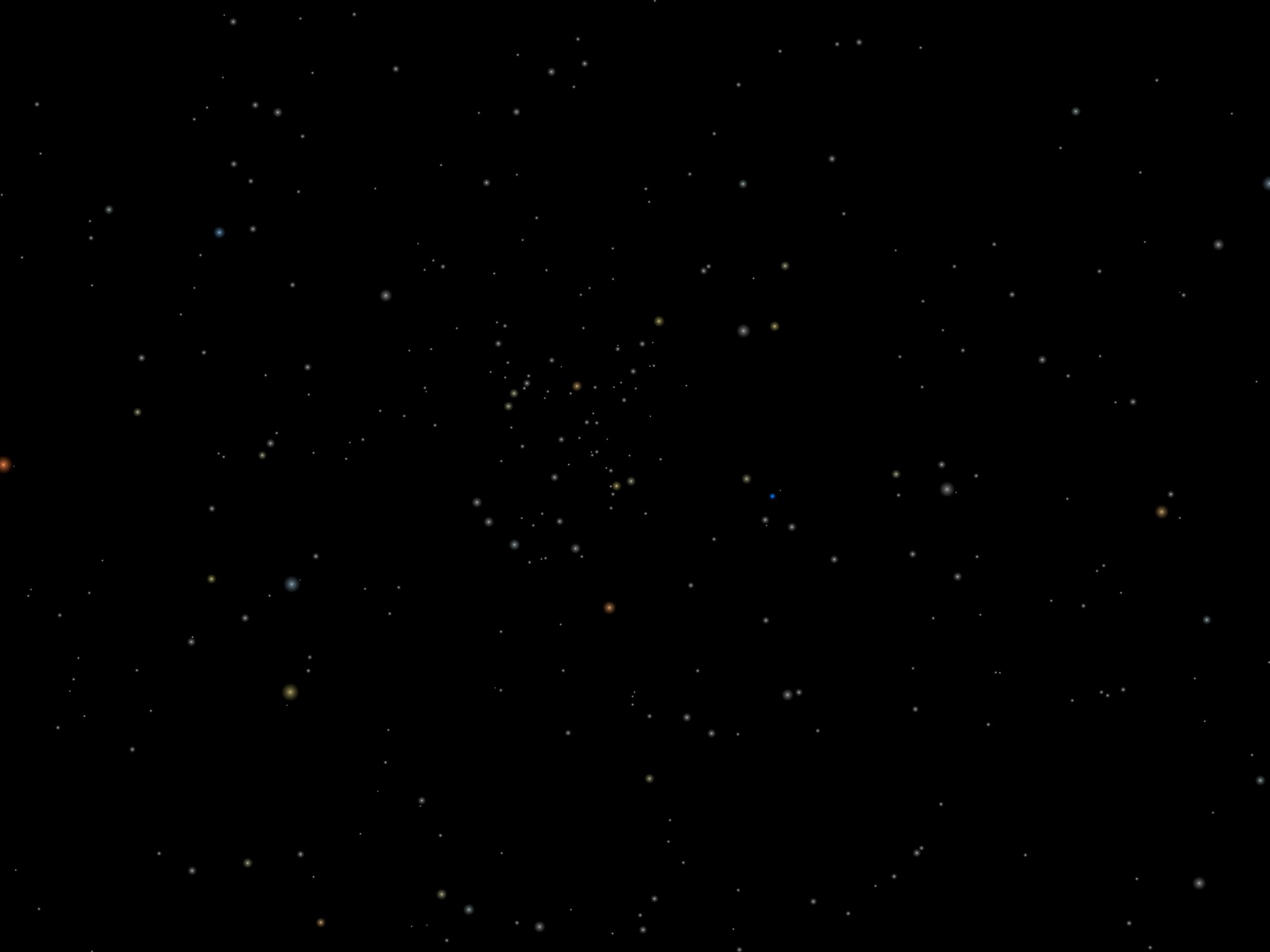
NGC 5823

NGC 5823 sau Caldwell 88 este un roi deschis din constelația Compasul. A fost descoperit de James Dunlop în 1826.